# The Voice of the Heroes
The Voice of the Heroes — совместный студийный альбом американских рэперов Lil Baby и Lil Durk. Он был выпущен на лейблах Quality Control Music, 4 Pockets Full, Only the Family, Alamo Records и Geffen Records 4 июня 2021 года. Название объединяет детское прозвище Lil Durk «the Voice» и никнейм Lil Baby «the Hero», который придумал для него Бэнкс. Альбом содержит гостевые участия от Трэвиса Скотта, Meek Mill, Янг Тага и Rod Wave. Продюсированием занимались London on da Track, Wheezy, Turbo, Murda Beatz и другие. Он был поддержан синглом «Voice the Heroes», который был выпущен 31 мая 2021 года.

## История
В феврале 2021 года Lil Durk опубликовал несколько изображений его и Lil Baby во время съёмок видеоклипа на их песню «Finesse Out the Gang Way». В следующем месяце Бэнкс написал сообщение в Instagram, в котором говорилось, что если данная публикация наберёт 100 тысяч комментариев, он и Lil Baby выпустят совместный альбом. 15 марта в интервью MTV News Доминик подтвердил название проекта. В апреле Lil Baby записал песню с Трэвисом Скоттом. В следующем месяце Доминик и Дёрк объявили дату выхода альбома 28 мая, однако Swizz Beatz заявил, что выпуск альбома был отложен в пользу посмертного альбома DMX Exodus. 23 мая Lil Baby написал в Twitter, чтобы объявить, что запись проекта закончена, а релиз намечен на 4 июня 2021 года.

## Продвижение
31 мая 2021 года открывающая альбом одноимённая песня «The Voice of the Heroes» была выпущена в качестве лид-сингла вместе с музыкальным видео. 2 июня был опубликован список композиций. Альбом был выпущен 4 июня. На следующий день вышел видеоклип на песню «How It Feels».

## Отзывы
| Оценки критиков | Оценки критиков |
| Источник        | Оценка          |
| --------------- | --------------- |
| Clash           | 6/10            |

Робин Мюррей из Clash пишет: «Альбом знак явного уважения и дружбы между Lil Baby и Lil Durk, поэтому The Voice of the Heroes создаёт связный голос, в котором двое работают для достижения общей цели. Конечно, он не идеальный, 18 треков можно было бы сократить… Выступление Meek Mill на скучном 'Still Runnin' придаёт альбому другой оттенок, но плоская средняя часть 'Okay' кажется бесформенной, а 'It’s Facts' лишает альбом его скорости. 'Up The Side' повышает уровень энергии, а гостевой куплет Янг Тага освещает дуэт. 'Make It Out' — это яркая уличная поэзия, одна из наиболее эффективных применений мощных взаимосвязанных частей проекта, движущихся лирично и музыкально».

## Список композиций
| №   | Название                                  | Автор(ы)                                                            | Продюсер(ы)                                         | Длительность |
| --- | ----------------------------------------- | ------------------------------------------------------------------- | --------------------------------------------------- | ------------ |
| 1.  | «Voice of the Heroes»                     | Dominique Jones Durk Banks Trenton Turner Ethan Hayes               | Touch of Trent Haze                                 | 3:29         |
| 2.  | «2040»                                    | D. Jones Banks Aaron Butler Jeffrey Jones                           | Forever Rollin Flex OTB                             | 3:12         |
| 3.  | «Hats Off» (совместно с Трэвисом Скоттом) | D. Jones Banks Jacques Webster II Chidi Osundu Thanush Perinpanesan | Chi Chi Young TN                                    | 4:17         |
| 4.  | «Who I Want»                              | D. Jones Banks Wesley Glass                                         | Wheezy                                              | 2:53         |
| 5.  | «Still Hood»                              | D. Jones Banks London Holmes                                        | London on da Track Tone Deaf Rockin Wit Slime       | 3:15         |
| 6.  | «Man of My Word»                          | D. Jones Banks Nile Bey Roderick Hughey Broderick Hughey            | Nile Waves Iroc DJ Young Pharaoh                    | 2:52         |
| 7.  | «Still Runnin» (совместно с Meek Mill)    | D. Jones Banks Robert Williams Nikolas Papamitrou Nii-Noi Tetteh    | Nick Papz KJ                                        | 2:53         |
| 8.  | «Medical»                                 | D. Jones Banks Holmes                                               | London on da Track Tone Deaf Rockin Wit Slime MFoss | 3:07         |
| 9.  | «How It Feels»                            | D. Jones Banks Osundu Rai'shaun Williams Noah Pettigrew             | Chi Chi Section 8 Noah                              | 2:46         |
| 10. | «Lying»                                   | D. Jones Banks Jacob Canady                                         | ATL Jacob                                           | 3:01         |
| 11. | «Okay»                                    | D. Jones Banks Daniel Delgado-Hernandez                             | DannyProd                                           | 3:36         |
| 12. | «That's Facts»                            | D. Jones Banks Glass                                                | Wheezy                                              | 3:38         |
| 13. | «Please»                                  | D. Jones Banks Chandler Durham                                      | Turbo                                               | 3:26         |
| 14. | «Up the Side» (совместно с Янг Тагом)     | D. Jones Banks Jeffery Williams Glass                               | Wheezy                                              | 3:38         |
| 15. | «If You Want To»                          | D. Jones Banks Osundu Ra. Williams Russell Chell Jasper Harris      | Chi Chi Section 8 Russ Chell Harris                 | 3:15         |
| 16. | «Rich Off Pain» (совместно с Rod Wave)    | D. Jones Banks Rodarius Green Thomas Horton Luke Walker             | TnTXD Luke C                                        | 3:55         |
| 17. | «Make It Out»                             | D. Jones Banks Shane Lindstrom                                      | Murda Beatz                                         | 3:06         |
| 18. | «Bruised Up»                              | D. Jones Banks Canady                                               | ATL Jacob                                           | 3:26         |

## Чарты
| Чарт (2021)                          | Высшая позиция |
| ------------------------------------ | -------------- |
| Австралия (ARIA)                     | 20             |
| Бельгия/Фландрия (Ultratop)          | 20             |
| Бельгия/Валлония (Ultratop)          | 100            |
| Нидерланды (Album Top 100)           | 7              |
| Германия (Offizielle Top 100)        | 70             |
| Ирландия (Irish Albums Chart)        | 17             |
| Италия (FIMI)                        | 58             |
| Норвегия (VG-lista)                  | 8              |
| Швеция (Sverigetopplistan)           | 47             |
| Швейцария (Schweizer Hitparade)      | 10             |
| Великобритания (UK Albums Chart)     | 5              |
| Великобритания (UK R&B Albums Chart) | 24             |
| США (Billboard 200)                  | 1              |